# Gia Coppola
Gia Coppola, celým jménem Gian-Carla Coppola, (* 1. ledna 1987 Los Angeles) je americká filmová režisérka a herečka. Jejím otcem byl Gian-Carlo Coppola, je tedy vnučkou režiséra Francise Forda Coppoly. Její otec zemřel v době, kdy byla její matka těhotná a Gia Coppola jej tak nikdy nepoznala. Již v roce 1989 se objevila v Coppolově segmentu povídkového filmu Povídky z New Yorku. Nedlouho poté se objevila v jeho snímku Kmotr III (1990). Svůj celovečerní režijní debut s názvem Palo Alto představila v roce 2013. Rovněž režírovala videoklip k písni „Your Type“ kanadské zpěvačky Carly Rae Jepsenové.